# Ryszard Antczak
Ryszard Antczak (ur. 28 stycznia 1959 r. w Koźmińcu ok. Kalisza, zm. 3 marca 2004 r. we Wrocławiu) – polski piłkarz ręczny, reprezentant Polski, mistrz Polski w barwach Śląska Wrocław.

## Życiorys
Debiutował w lidze w 1976 w drużynie Pogoni Szczecin, w której grał do 1982. Następnie został zawodnikiem klubu WKS Śląsk Wrocław, gdzie występował do 1989, zdobywając cztery razy brązowy medal mistrzostw Polski (1983, 1986, 1988, 1989). W 1989 wyjechał do austriackiego klubu ATSV Innsbruck, w którym grał do 1992, następnie jeden sezon występował w szwajcarskim TV Zofingen. W 1993 powrócił do Śląska Wrocław, w którym występował do 1999, kończąc karierę sportową w wieku 40 lat. W 1997 osiągnął swój życiowy sukces sportowy, zdobywając ze Śląskiem mistrzostwo Polski. Ponadto zdobył jeszcze srebrny medal w 1998 i dwa brązowe (1995 i 1996).
W reprezentacji Polski zadebiutował 23 listopada 1979 w towarzyskim spotkaniu z Bułgarią. Wystąpił m.in. na mistrzostwach Świata w 1986 (14 m.) i trzykrotnie w mistrzostwach świata grupy B (1985, 1987, 1989). Był rezerwowym w kadrze na Igrzyska Olimpijskie w 1984, ostatecznie wobec bojkotu igrzysk wystąpił na zawodach Przyjaźń-84, w których reprezentacja Polski zajęła 3 miejsce. Po raz ostatni wystąpił w I reprezentacji 26 lutego 1989 w meczu mistrzostw świata grupy B w Paryżu z Islandią. Łącznie reprezentował Polskę 143 razy, rzucając co najmniej 205 bramek.
Występował na pozycji rozgrywającego, mierzył 192 cm wzrostu.
Był żołnierzem zawodowym, pracował w ośrodku sportowym Śląskiego Okręgu Wojskowego.

## Sukcesy sportowe
- osiem medali mistrzostw Polski (jedno złoto, jedno srebro, sześć brązowych medali)